# Fredrik Samuelsson (fotbollsspelare)
Fredrik Samuelsson, född 14 oktober 1980, är en svensk före detta fotbollsspelare. Han spelade under sin karriär för Assyriska FF och Örebro SK. Han var under 2016 huvudtränare för Assyriska FF. Sedan dess har Fredrik tillhört Hammarby Fotboll och tränat olika ungdomslandslag inom klubbens akademi. I juli 2023 utsågs han till ny huvudtränare för Hammarby TFF
Efter säsongen 2012 avslutade Samuelsson sin spelarkarriär och blev juniortränare i Assyriska FF. Inför säsongen 2014 blev Samuelsson klar som assisterande tränare i klubben. I maj 2016 tog han över som huvudtränare. I oktober 2016 fick Samuelsson lämna rollen som huvudtränare.
Istället anslöt Samuelsson kom till Hammarby Fotbollsom tränare för klubbens P17 i januari 2017. Efter tre år som tränare för P17 blev han inför säsongen 2020 tränare för P19.
2019 vann han SM-guld med P17, som också tog silver i Ligacupen samma år. 2021 tog han silver med P19 och under 2022 ledde han laget till guld, i den nya rikstäckande allsvenska serien. Efter de inhemska framgångarna vann laget också det Skandinaviska Mästerskapen för P19, efter en 3-0 vinst mot Molde i finalen.
I juli 2023 tog Fredrik över som huvudtränare iHammarby TFF i Ettan Norra.